# Dunkerque Seaways
Il Dunkerque Seaways è un traghetto appartenente alla compagnia di navigazione DFDS.

## Servizio
Varato il 29 dicembre 2004 nel cantiere navale Samsung Heavy Industries di Geoje con il nome di Maersk Dunkerque e consegnato il 27 settembre 2005 alla Norfolkline, giunge il 22 ottobre a Dover.
Nello stesso mese prende servizio nei collegamenti tra Dover e Dunkerque, dove opera tutt'oggi.

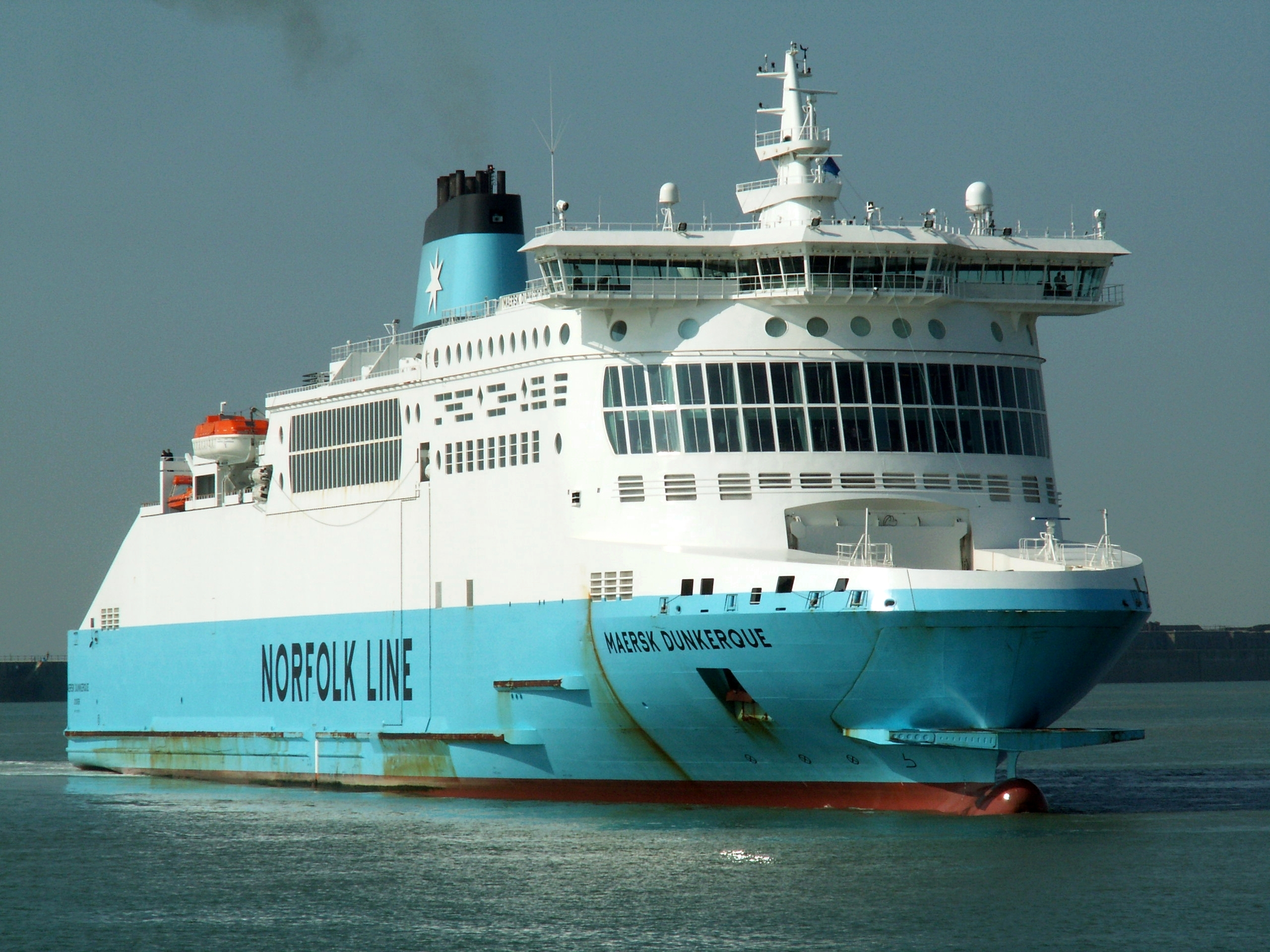
Il Maersk Dunkerque in partenza da Dover nel 2006.

Il 12 luglio 2010 Maersk cede la Norfolkline alla DFDS ed il traghetto passa sotto le insegne di quest'ultima, continuando ad operare sulla stessa rotta. 
Il 18 luglio viene ribattezzato Dunkerque Seaways.

## Navi gemelle
- Dover Seaways
- Delft Seaways